# Владимир Николов (футболист, р. 2001)
Владимир Николов е български футболист, който играе като нападател за полские елитен Корона (Келце).

## Клубна кариера
Роден е в София и като юноша преминава в академиите на Славия, ДИТ и Септември София. Дебютира в мъжкия футбол за Септември София срещу Етър на 19 април 2018 г. След 2 години в столичния клуб, преминава в немския Вюрцбургер Кикерс, където изиграва 18 мача без да вкара. В началото на 2022 г. подписва с австрийския Адмира Вакер. На 23 декември 2022 г. подписва договор с юношеския си отбор Славия, който влиза в сила с началото на 2023 г. 

## Национална кариера
Преминава през националните формации на България до 17, до 19 и до 21.